# Kaleo
KALEO je islandská rocková skupina, která uzavřela smlouvu s firmou Elektra Records a přesídlila do USA. Byla založena v roce 2012 v Mosfellsbæru. Název pochází z havajštiny, kde „kaleo“ znamená „zvuk“. Styl skupiny vychází z folk rocku a blues rocku. Světový úspěch měla jejich skladba „Way Down We Go“, která byla v čele žebříčku Alternative Songs a stala se platinovou deskou podle Recording Industry Association of America. Za píseň „No Good“ byla skupina v roce 2017 nominována na cenu Grammy. Kaleo vystupovalo také v televizních show Conan a Jimmy Kimmel Live!, jeho nahrávky byly použity ve videohře Far Cry 5.

## Diskografie
- Kaleo (2013)
- A/B (2016)
- Surface Sounds (2021)

## Členové
- JJ Julius Son – zpěv, piano
- David Antonsson – bicí, perkuse
- Daniel Kristjansson – baskytara
- Rubin Pollock – kytara
- Þorleifur Gaukur Davíðsson – klávesy